# Cláudia de Campos

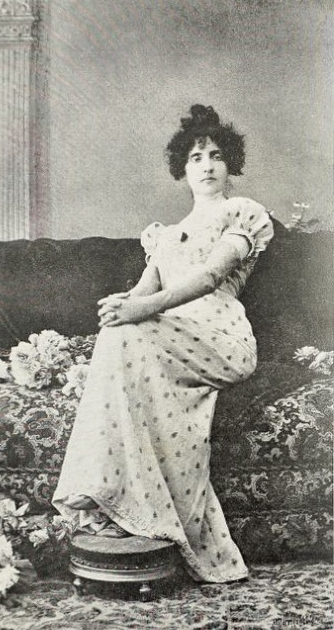
Cláudia de Campos, 1899

Maria Cláudia de Campos Matos, Pseudonyme Colette und Carmen Silva (* 28. Januar 1859 in Sines; † 30. Dezember 1916 in Lissabon) war eine portugiesische Dichterin und Feministin. Sie war Mitglied der Direcção da Secção Feminista in der Liga Portuguesa da Paz („portugiesische Friedensliga“) und Mitglied des portugiesischen Komitees der Ligue de la paix et du désarmement par les femmes.

## Leben
De Campos wurde als Tochter von Francisco António de Campos und Maria Augusta da Palma geboren. Ihr Großvater, Jacinto da Palma, war Leiter des Gesundheitsamts im Hafen von Sines.
Als gebildete Frau sprach de Campos fließend Französisch, spezialisierte sich auf Englisch an der Mrs. Kutle's School und schrieb ein Manuskript über Percy Bysshe Shelley, während sie gleichzeitig deutsche Literatur studierte.
1875, im Alter von 16 Jahren, heiratete sie den 19-jährigen Joaquim d'Ornelas e Matos. Sie ließen sich in Lissabon nieder und bekamen zwei Kinder, bevor sie sich 1888, nach 13 Jahren Ehe, rechtlich trennten.
Nachdem sie ihre Unabhängigkeit erlangt hatte, begann sie eine Karriere als Schriftstellerin und schrieb für verschiedene Publikationen wie A Leitura (1894–1896) oder A Sociedade do Futuro (1902–1904). Manchmal schrieb sie auch unter den Pseudonymen „Colette/Colete“ und „Carmen Silva“.
Ihr erstes Buch, die Kurzgeschichtensammlung Rindo, erschien 1892. Am bekanntesten ist ihr 1899 erschienener Roman Elle, der in ihrer Heimatstadt Sines spielt. Das Buch löste aufgrund seines autofiktionalen Charakters eine Kontroverse aus, da es reale Personen und Situationen aus de Campos' Jugend in Sines schildert, wobei nur die Namen geändert wurden.
De Campos engagierte sich auch als Feministin und Pazifistin. Im ersten Jahrzehnt des 20. Jahrhunderts gehörte sie dem Vorstand der feministischen Sektion der Liga Portuguesa da Paz an und trat dem portugiesischen Komitee der französischen Organisation Ligue de la paix et du désarmement par les femmes bei. Ihre feministischen Ansichten werden in ihrer 1895 erschienenen Aufsatzsammlung Mulheres. Ensaios de psicologia feminina deutlich, in der sie sich mit Persönlichkeiten wie Charlotte Brontë, Madame de la Fayette und Germaine de Staël auseinandersetzte. Sie wurde als eine der ersten „Botschafterinnen des portugiesischen Feminismus“ bezeichnet.
Sie starb 1916 in Lissabon. Fast ein Jahrhundert nach der Veröffentlichung ihres 1899 erschienenen Romans Elle wurde dieser 1997 in Sines neu aufgelegt.

## Werke
- Rindo: contos, Of. Tip. da Empresa Lit. de Lisboa, Lissabon 1892
- Último amor, Gomes, Lissabon 1894
- Mulheres. Ensaios de psicologia feminina Gomes, Lissabon 1895
- Elle: com retracto da auctora, Livr. Edit. Tavares Cardoso, Lissabon 1899 (Online)
- A baroneza Stael e o duque de Palmella, Lissabon 1901

Beiträge in Zeitschriften und Sammelwerken
- Diverse Beiträge in A Leitura (1894–1896)
- Diverse Beiträge in A Sociedade do Futuro (1902–1904)
- Shelley in Jornal da Mulher
- A esphinge (Auszug) im Almanaque das Senhoras Portuguesas e Brasileiras para 1898, Tipografia de Sousa Filho, Lissabon 1897, S. 275
- Beitrag in India, Nr. 1, Tipografia da Companhia Nacional Editora, Largo do Conde Barão 1898
- Nuvens in O Século (Weihnachtsbeilage, 1898), S. 3–5
- Portugal visto por um Extrangeiro (Übersetzung eines Beitrages von Edgar Prestage) in Sociedade Futura, Nr. 14, 1902